# (129234) Silly
Pour les articles homonymes, voir Silly.
(129234) Silly est un astéroïde de la ceinture principale.

## Description
(129234) Silly est un astéroïde de la ceinture principale. Il fut découvert par Bernard Christophe le 8 août 2005 à l'observatoire de Saint-Sulpice. Il présente une orbite caractérisée par un demi-grand axe de 2,24 UA, une excentricité de 0,0373 et une inclinaison de 6,68° par rapport à l'écliptique.
Il fut nommé en l'honneur de Didier Silly (né en 1950), collègue et ami de longue date du découvreur, impliqué dans la construction de bancs de tests pour des systèmes d'optique et de laser.

## Compléments